# Willem Barentsz (schip, 1997)
De 'Willem Barentsz' was een veerboot van de Nederlandse Rederij Eigen Veerdienst Terschelling. Het schip was vernoemd naar Willem Barentsz, de op Formerum Terschelling geboren zeeman.
Het schip is gebouwd in 1997 en voer origineel tussen Hamburg, Stade en Cuxhaven. In dienst vanaf maart 2008. Op 3 juni 2008 werd het schip goedgekeurd door de Nederlandse  scheepvaartinspectie. In september 2008 komt het bericht naar buiten dat het schip alweer te koop staat. Het zou te koop staan om een groter schip te kunnen financieren. Het schip werd in 2010 verkocht en voer daarna in Zuid-Korea. Als vervanging werd de Stortemelk weer ingezet.